# Acanthacorydalis orientalis
Acanthacorydalis orientalis is een insect uit de familie Corydalidae, die tot de orde grootvleugeligen (Megaloptera) behoort. De soort komt voor in China. Een later synoniem is Acanthacorydalis kolbei (van der Weele, 1907).
De typelocatie is de berg Emei Shan. Het lectotype van de soort wordt bewaard in het Museum für Naturkunde in Berlijn.